# Parque rural de Teno
El parque rural de Teno se encuentra en el macizo de Teno, ocupando la zona noroeste de la isla de Tenerife (Canarias, España). El parque se asienta sobre un antiguo macizo volcánico, ocupando cotas desde el nivel del mar hasta las cumbres. La vegetación del parque varía según la altitud, destacando los bosques de laurisilva en las cumbres más altas.

## Categoría de protección
Fue declarado por la Ley 12/1987, de 19 de junio, de declaración de Espacios Naturales de Canarias, como parque natural de Teno,

y reclasificado a su actual categoría por la Ley 12/1994, de 19 de diciembre, de Espacios Naturales de Canarias.

## Descripción
El parque rural de Teno se encuentra en el extremo noroeste de la isla de Tenerife, en el macizo antiguo del mismo nombre. De una forma más o menos triangular, limita en dos de sus lados con el mar y en el tercero con las coladas del edificio central insular. El eje de alturas máximas, que actúa además como divisoria de aguas, se da en la dirección SE-NO (Cruz de Gala-Baracán). Tiene una superficie total de 8063,6 Has repartidas de la siguiente manera: Buenavista (5547,7 Has.), Los Silos (1202,8 Has.), Santiago del Teide (1112,2 Has.) y El Tanque (200,9 Has).
Se trata de un espacio que alberga una ingente cantidad de valores de interés científico, paisajístico, etnográfico e histórico. Cuenta con importantes masas forestales y variedad de ecosistemas zonales y azonales de gran biodiversidad endémica, tanto animal como vegetal. Las estructuras geomorfológicas están bien representadas por barrancos encajados, abruptos acantilados, escarpes, roques, diques y la plataforma litoral que dotan de una gran diversidad paisajística a este espacio. Los valores, etnográficos e históricos provienen del patrimonio arquitectónico, de los yacimientos arqueológicos y de las tradiciones que aún se conservan en la comarca. Incluye cinco entidades de población: Los Carrizales, Masca, El Palmar, Las Portelas y Teno Alto, todas ellas pertenecientes al municipio de Buenavista del Norte.

## Flora
Entre sus valores naturales destacan los bosques de laurisilva presentes en el Monte del Agua y laderas de la Cumbre de Baracán.
Además existe una buena muestra de retamales y comunidades de tabaibal-cardonal en las zonas bajas y en las lomas entre barrancos, destacando la Punta de Teno donde se encuentra una de las mayores y mejor conservadas representaciones de este tipo de vegetación propia de zonas costeras de las islas.
La proliferación de acantilados marinos como el de Los Gigantes, que posee desniveles que sobrepasan en algunos casos los 500 m, determina la presencia de importantes comunidades de plantas rupícolas.

## Fauna
La gran riqueza faunística que encierra el Macizo de Teno se ha visto refrendada con la declaración por parte de la Unión Europea como Zona de Especial Protección para las Aves, y con el descubrimiento para la ciencia de una nueva especie, el lagarto moteado.
La comunidad de aves alberga una gran diversidad dado los diferentes hábitats representados en la zona. En las áreas de monteverde destaca la presencia de dos especies endémicas, las palomas rabiche y turqué, y el gavilán. En las llanuras de Teno Alto todavía es posible encontrar algunos ejemplares de gorrión chillón y abundan los pardillos, trigueros, canarios y camineros.
En lo que se refiere a las rapaces, Teno constituye el último reducto de Tenerife para especies como el águila pescadora y el halcón de berbería, mientras que las poblaciones de aguilillas (Buteo buteo insularum) y cernícalos (Falco tinnunculus canariensis) se muestran estables.
En la costa, e incluso tierra adentro hay colonias de pardelas cenicienta y pichoneta.